# Hondschote
Hondschote (officieel: Hondschoote) is een gemeente in het Franse departement Nord (Frans: département du Nord), in Frans-Vlaanderen en de Franse Westhoek.

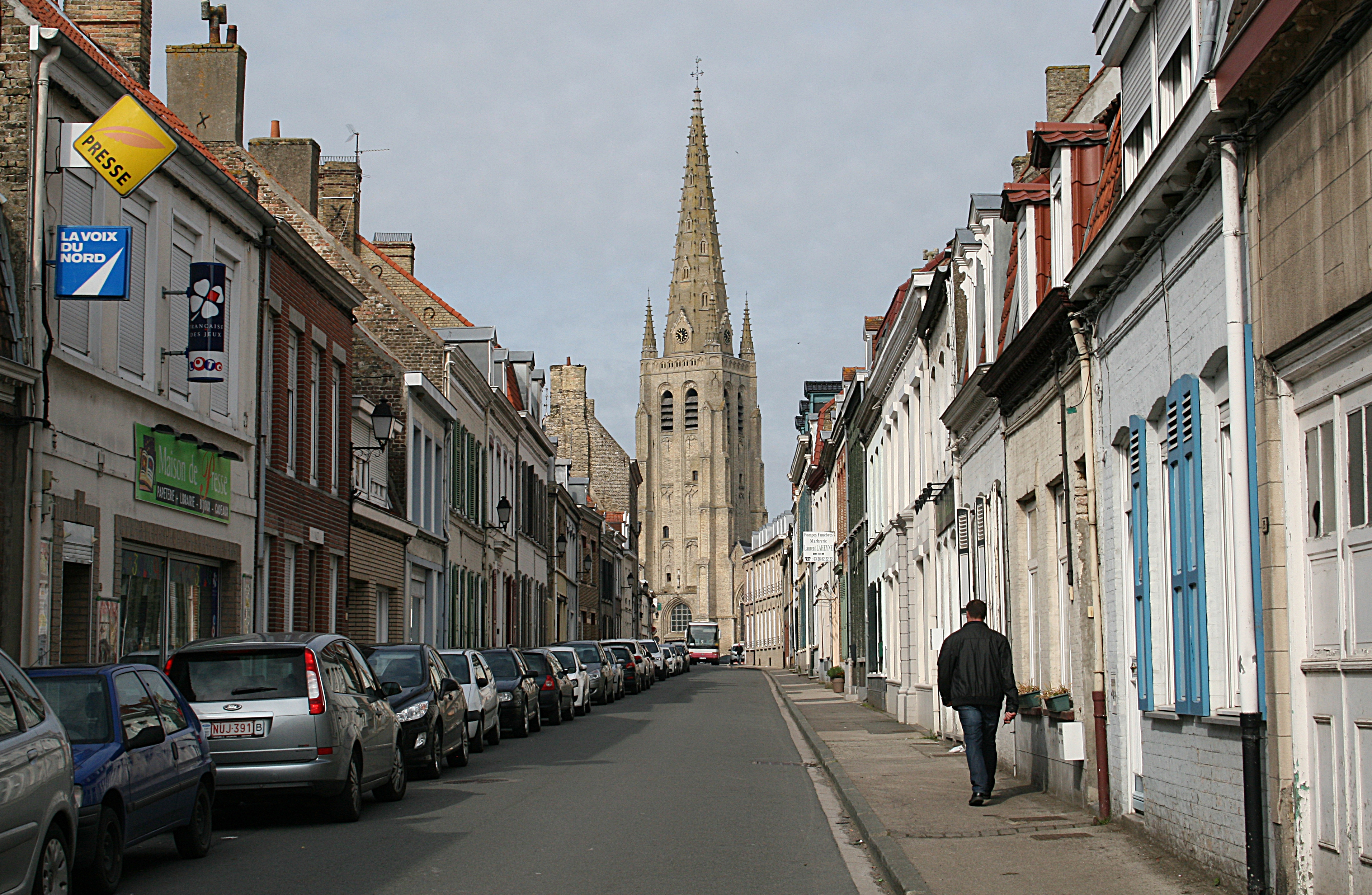
Hondschote

## Naam
De plaatsnaam heeft een Oudnederlandse herkomst. De oudste vermelding is van 1163 als Hundescot. Het betreft een samenstelling van de woorden hond en schote. De naam zou afgeleid kunnen zijn van een persoonsnaam met achtervoegsel schot (aan beide zijden door moerassen omgeven land). Maar meer waarschijnlijk is het deel ´hond´ afgeleid van ´hont´of hond : een oppervlaktemaat ter grootte van honderd roeden. Dus een stuk land of terrein, aan beide zijden omringd door moeras, spits toelopend en met als oppervlakte 1 hon(d)t groot (honderd vierkante roeden).

## Geschiedenis
In de middeleeuwen maakte het deel uit van het graafschap Vlaanderen en vervolgens van de Bourgondische en Spaanse Nederlanden. In de 16e eeuw was Hondschote bekend om zijn textielindustrie. Vooral saai (lichte, gekeperde wollen stof) werd hier gemaakt en bewerkt. De stad en zijn wevers vormden het zwaartepunt van de calvinistische rebellie die in de jaren 1560 uitbrak in het Westkwartier. Tijdens de Tachtigjarige Oorlog koos Hondschote na de Spaanse Furies (1572) de zijde van de opstandelingen.
Van 1528 tot 1569 steeg de productie van 28.000 tot 90.000 stuks. In 1562 werd de saaihalle en in 1570 de lakenhalle geopend.
In 1582 werd Hondschote door de Spaanse troepen, onder leiding van de Hertog van Anjou, ingenomen en voor een deel verwoest. Veel textielbewerkers en ook textielbaronnen trokken toen naar Antwerpen en naar Leiden. Men onderhandelde met het stadsbestuur van Leiden (tot dan toe een van de grootste concurrenten) om als groep naar Leiden te komen. In 1585 werd ook Antwerpen door de Spanjaarden ingenomen (Val van Antwerpen) en trokken de Hondschotenaren die zich in Antwerpen hadden gevestigd alsnog naar Leiden. Ook pottenbakkers trokken naar Leiden en introduceerden daar de nieuwe pottenbakkersconste tot Leyden.

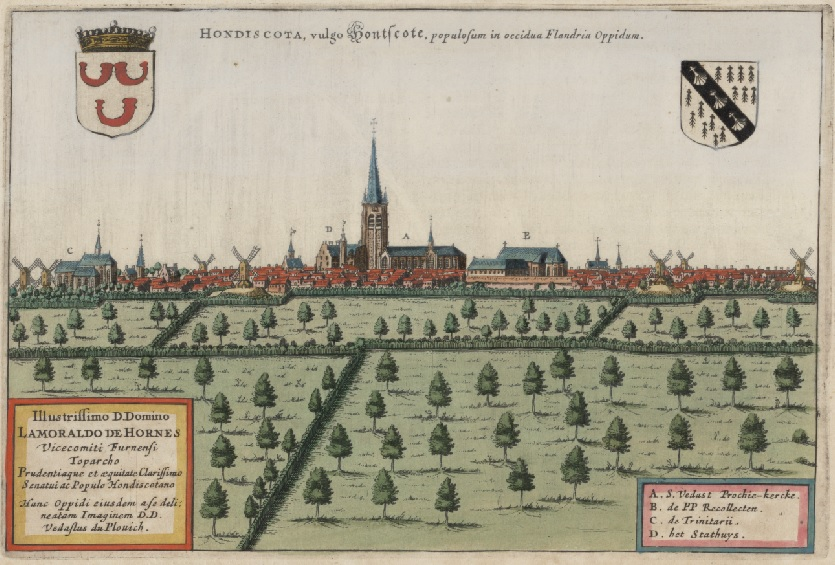
Hondschote in de eerste helft van de 17e eeuw (afbeelding uit Flandria Illustrata - 1641)

Hondschote werd in 1668 bij de Vrede van Aken door Frankrijk geannexeerd. Ook toen trokken een aantal saaiwevers naar Brugge. In 1764 werd in de stad geen sayen-douck meer vervaardigd en de saaihalle werd in 1773 opgeheven. Hondschote is bekend van de Slag bij Hondschote, die hier in 1793 werd geleverd tussen soldaten van de jonge Franse republiek en een in Vlaanderen verzamelde strijdmacht, bestaande uit Britse, Hannoveriaanse en Oostenrijkse troepen. De geallieerden werden verslagen en het voortbestaan van de Franse Republiek was gered.
Jacob Peyt, een volksmenner uit de 14e eeuw, zou in Hondschote geboren zijn.

## Geografie
De oppervlakte van Hondschote bedroeg op 1 januari 2022 23,66 vierkante kilometer; de bevolkingsdichtheid was toen 169,5 inwoners per km².

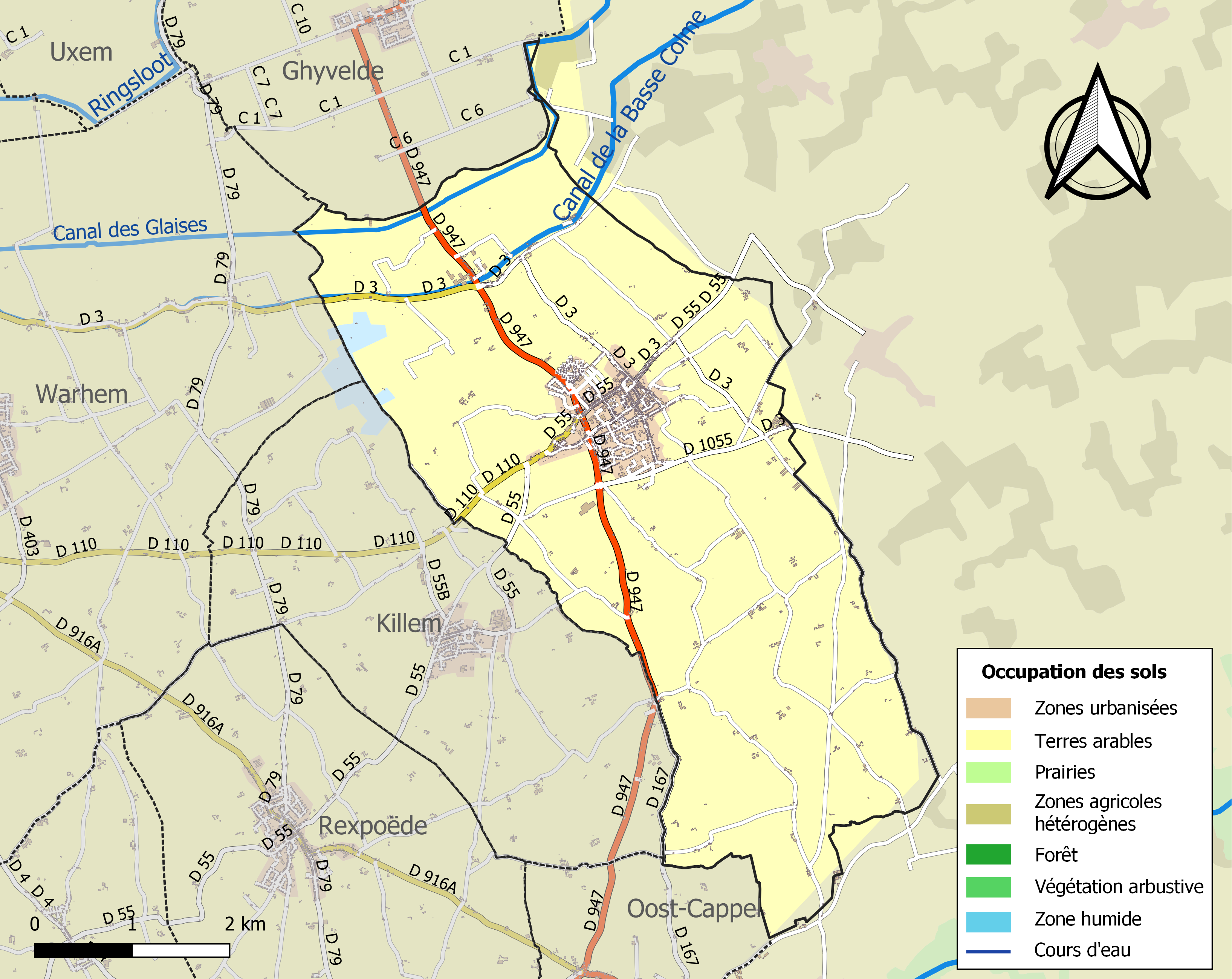
Kaart van de gemeente met belangrijkste infrastructuur, bodemgebruik en omliggende gemeenten

## Bezienswaardigheden
- De Sint-Vaastkerk werd in 1620 heropgebouwd in Vlaamse gotische stijl en heeft een toren van 82 meter hoog.
- Het Stadhuis van Hondschote uit de 16de eeuw heeft een Vlaamse renaissancegevel.
- De windmolen Noordmeulen
- De windmolen Spinnewyn
- Op de Begraafplaats van Hondschote bevindt zich een Brits militair perk met meer dan 50 gesneuvelden uit de Tweede Wereldoorlog.

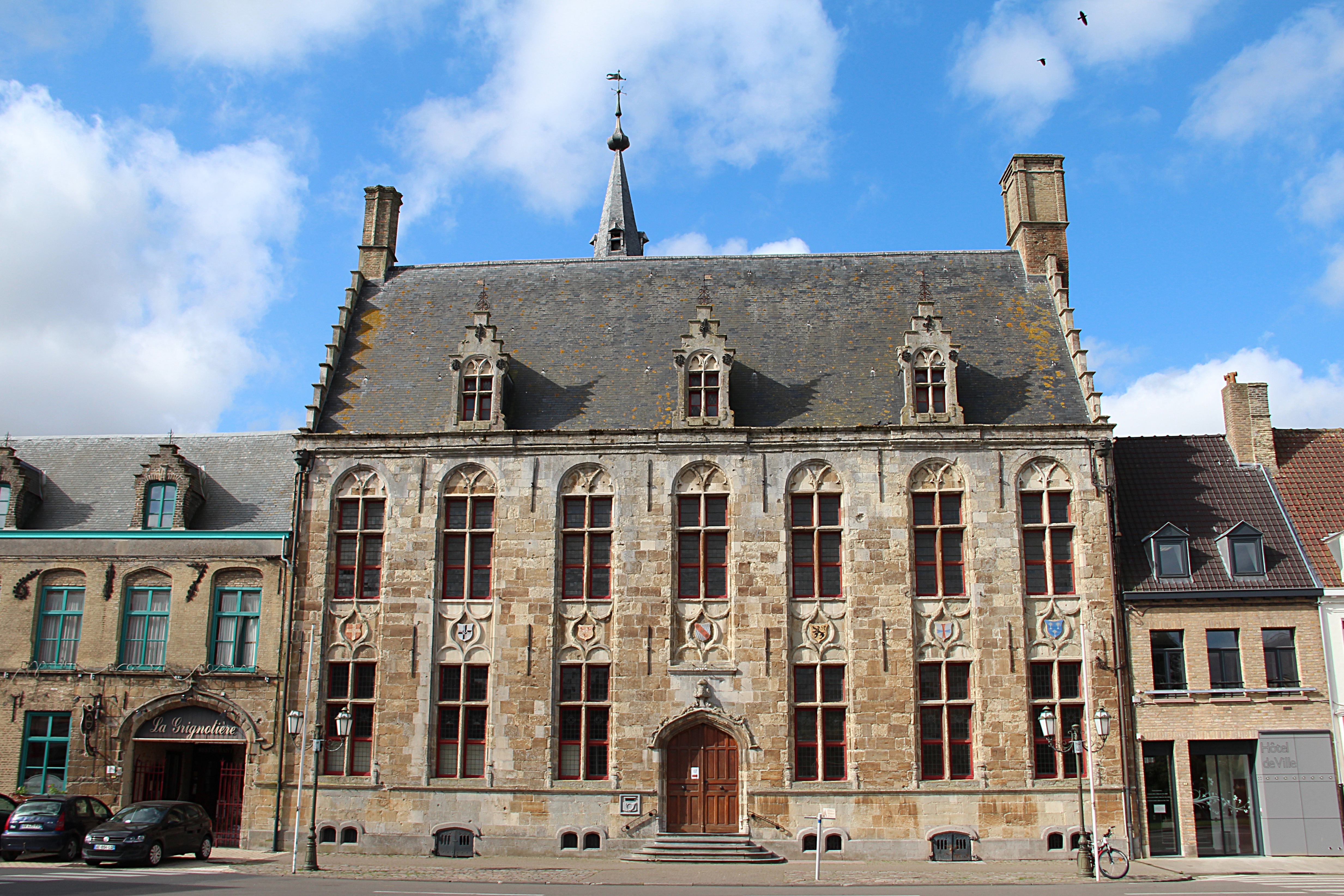
Stadhuis van Hondschote
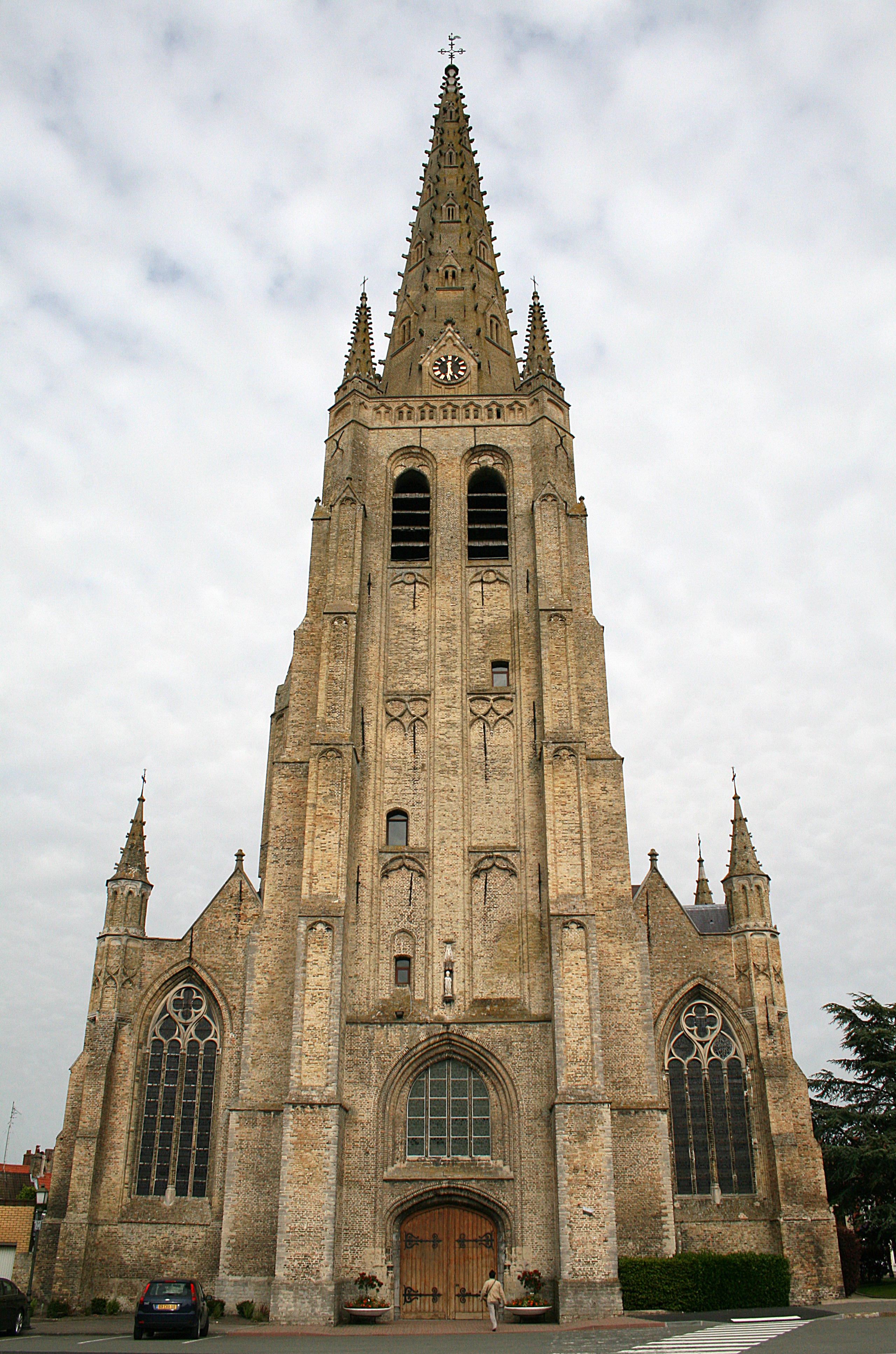
Sint-Vaastkerk
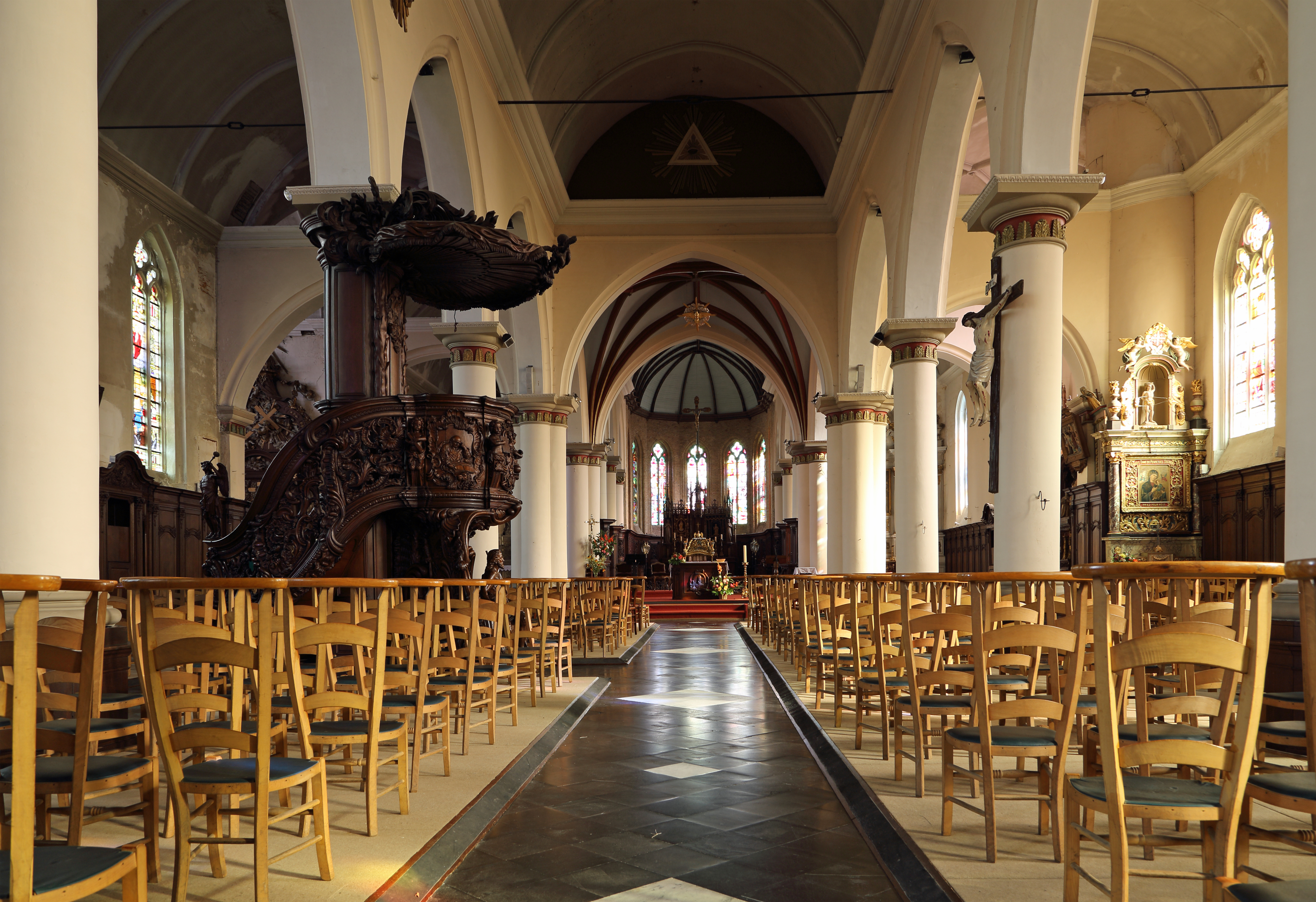
Interieur van de Sint-Vaastkerk
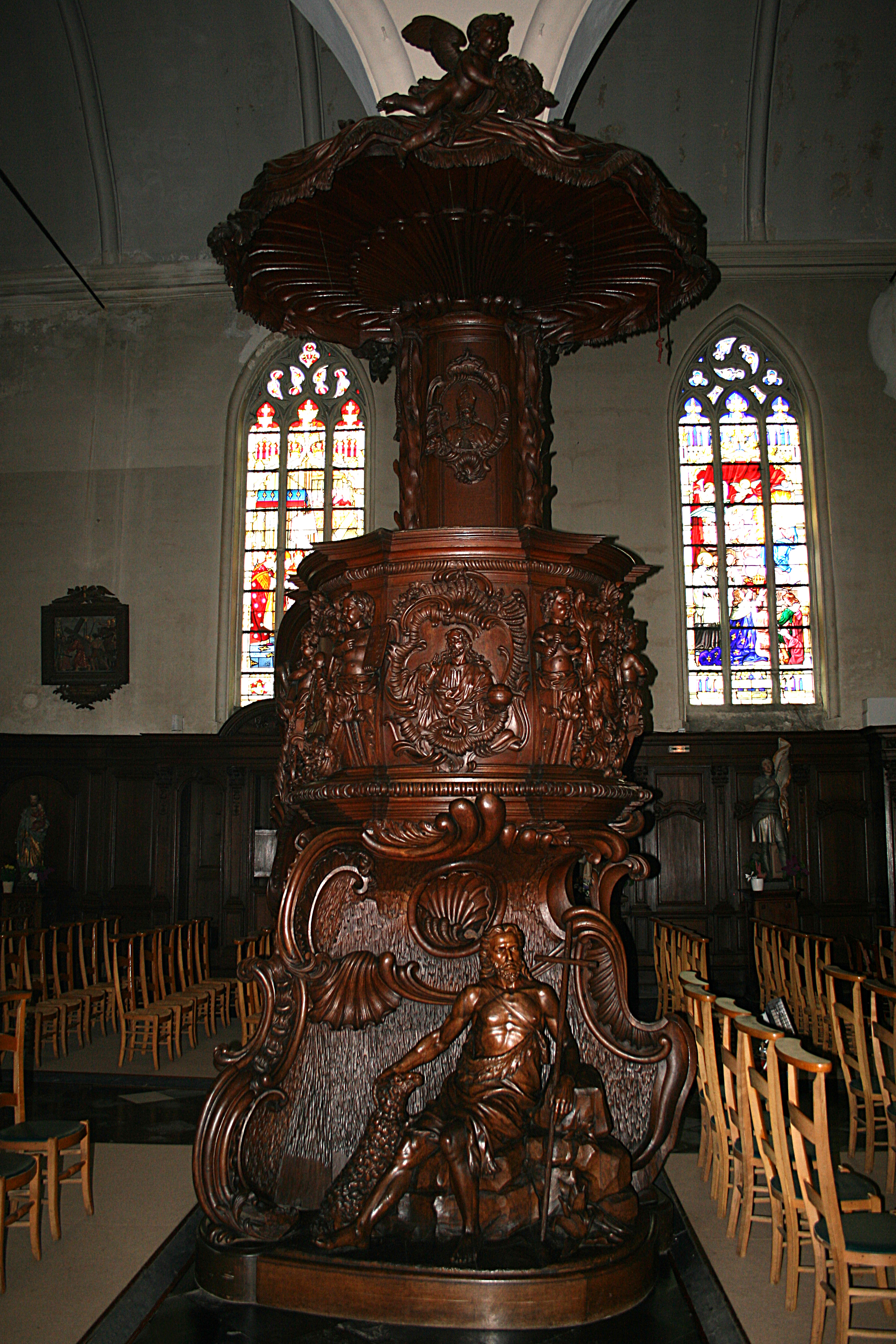
Kansel in de Sint-Vaastkerk in Hondschote
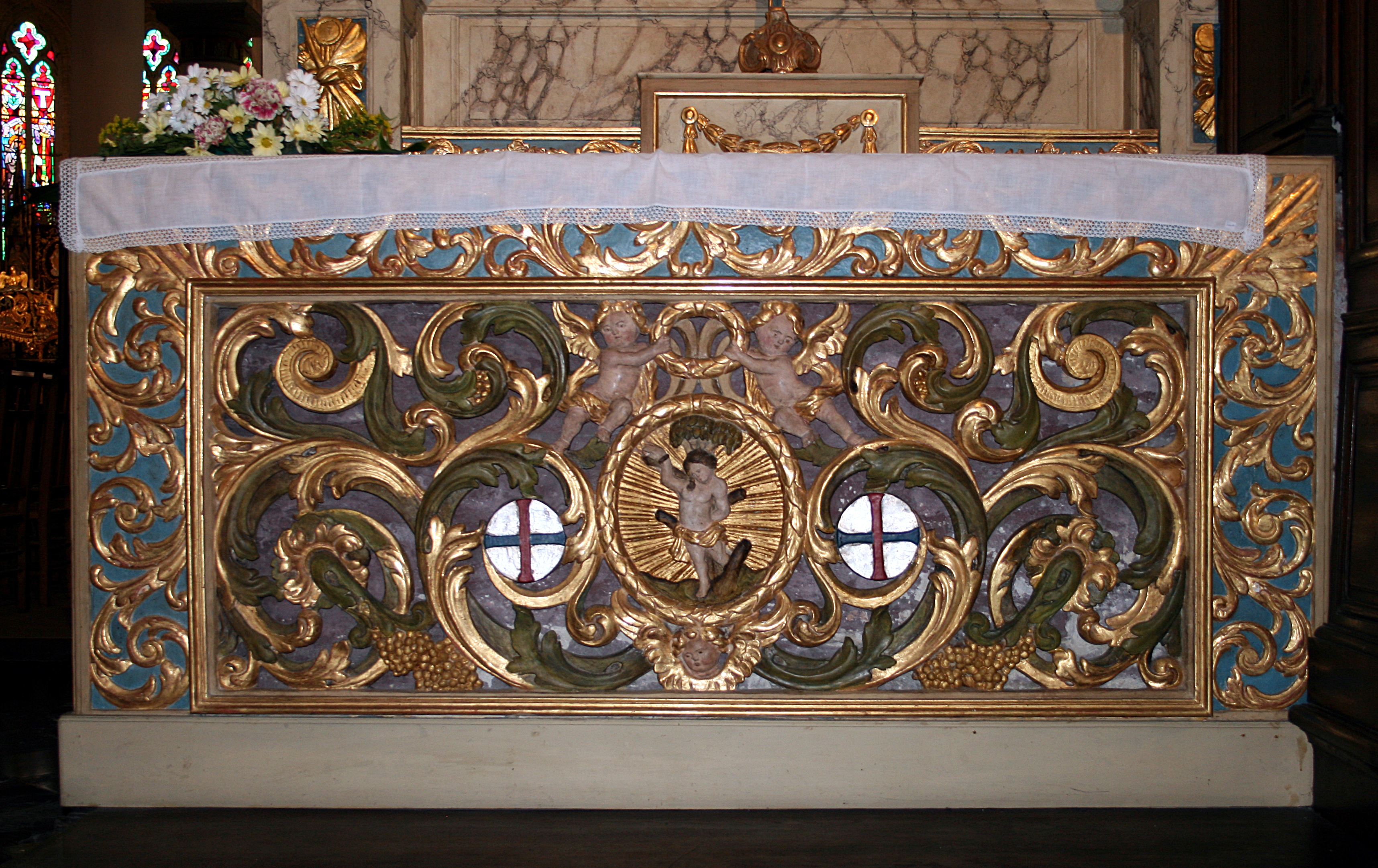
Onderste deel van het altaarstuk van San Sebastian (17e eeuw)
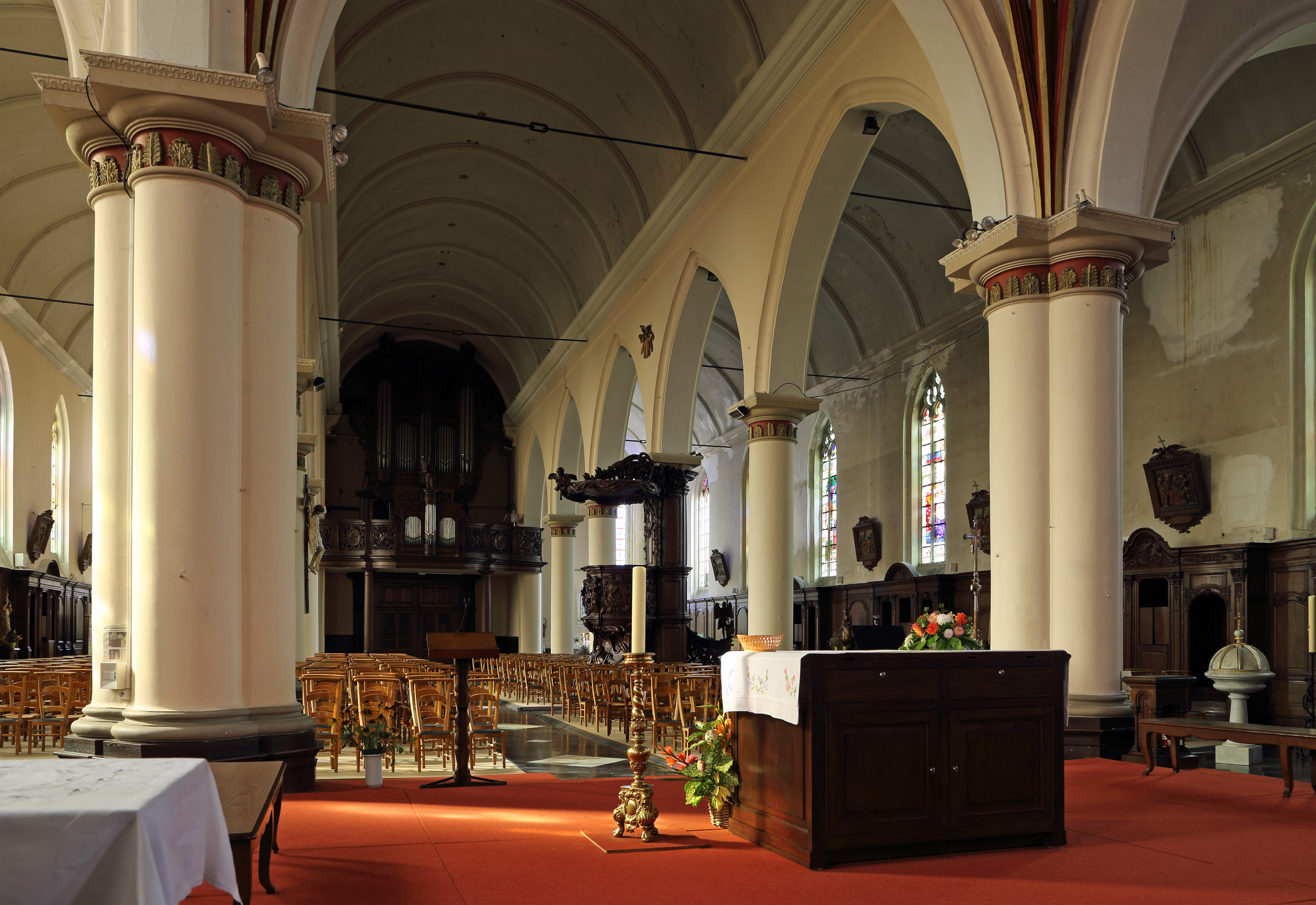
Interieur van de Sint-Vaastkerk
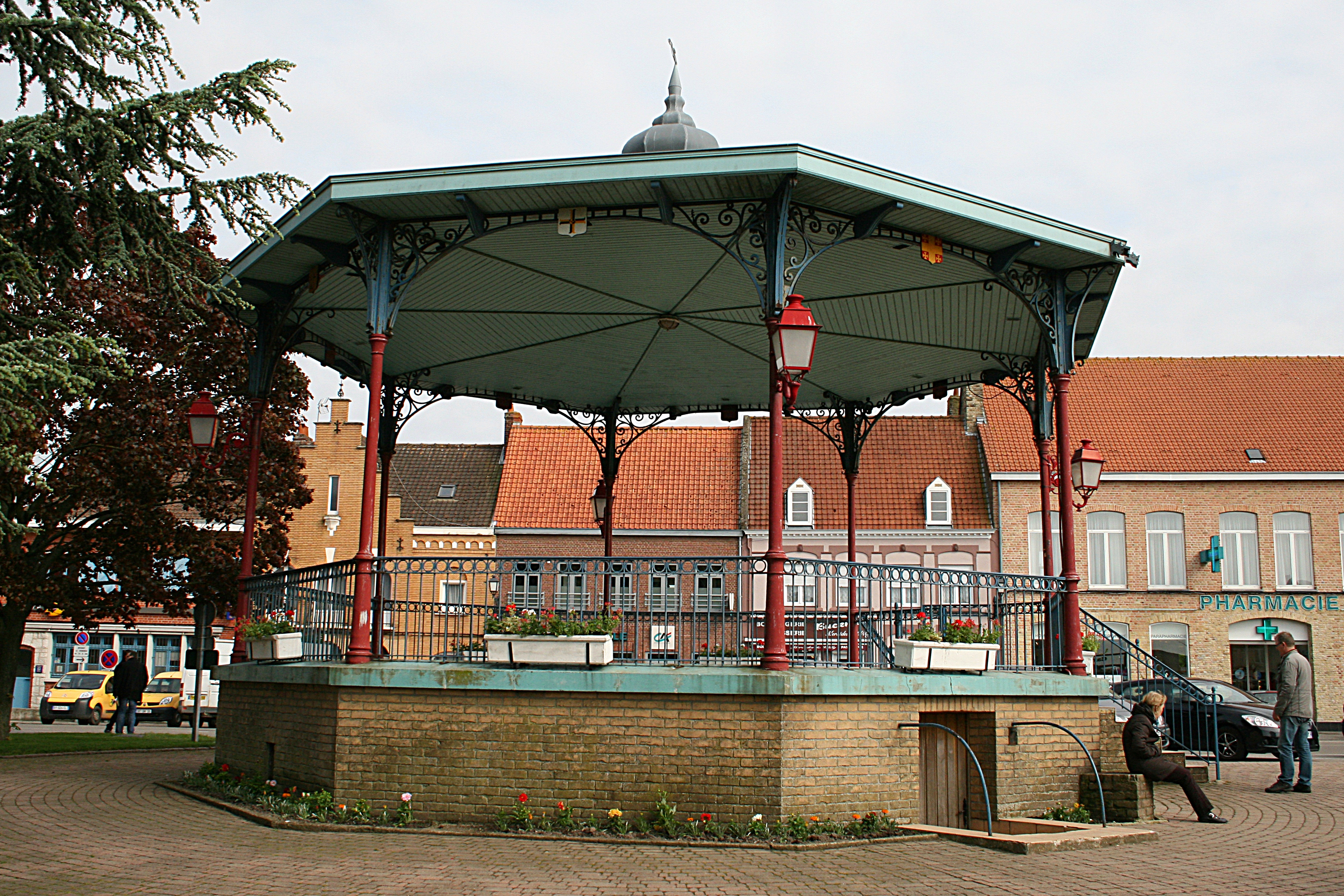
Muziekkiosk, Place du Général de Gaulle
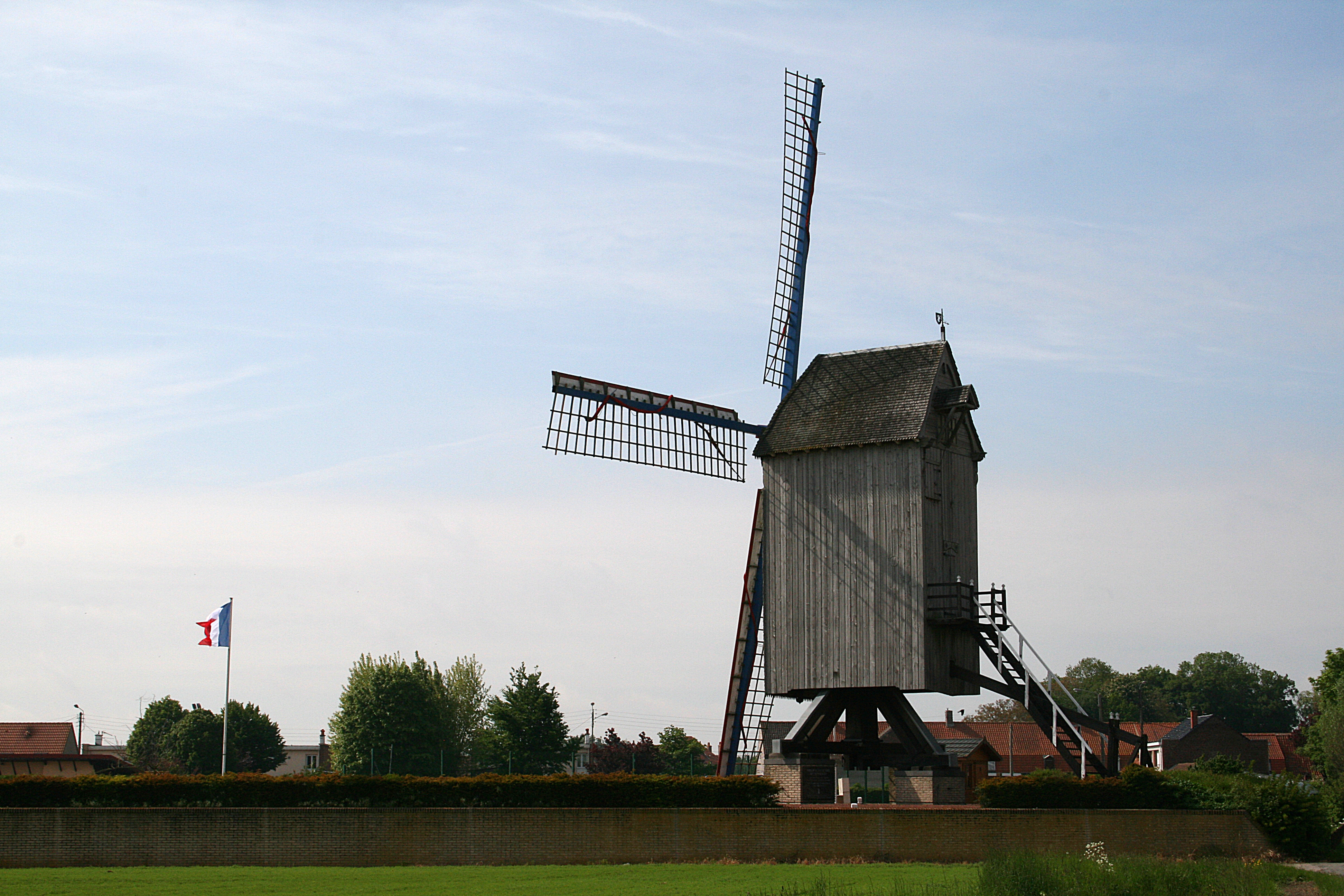
Windmolen bekend als "Le Spinnewyn"

## Natuur en landschap
Hondschote ligt in het Blootland op een hoogte van 0-19 meter. In het noorden vindt men de Kolme. In het oosten bevindt zich de Frans-Belgische grens.

## Demografie
Onderstaande figuur toont het verloop van het inwonertal (bron: INSEE-tellingen).

## Nabijgelegen kernen
De Moeren, Warrem (Warhem), Killem, Oostkappel, Leisele, Houtem